# 한상기 (정치인)
한상기(韓相麒, 1946년 7월 8일 ~ )은 대한민국의 정치인이다. 제40,41대 충청남도 태안군수이다.

## 학력
- 1953 ~ 1959 근흥국민학교 졸업
- 1959 ~ 1962 태안중학교 졸업
- 1971 ~ 1975 명지대학교 행정학 학사

## 경력
- 충청남도청 감사관
- 충청남도 연기군 부군수
- 충청남도청 정책국장
- 충청남도 서산시 부시장
- 충청남도 자치행정국장
- 2013 새누리당 충남도당 부위원장
- 2014.07 ~ 2018.06 제13대 민선 6기 충청남도 태안군수(초선, 새누리당→자유한국당)
- 2015.11 전국농어촌지역군수협의회 회장

## 역대 선거 결과
|  | 39.73% |

|  | 37.74% |

|  | 48.35% |

| 전임 진태구 | 제13대 충청남도 태안군수(민선) 2014년 7월 1일 ~ 2018년 6월 30일 | 후임 가세로 |